# 普拉迪讷 (科雷兹省)
普拉迪讷（法語：Pradines，法語發音：[pʁadin]）是法国科雷兹省的一个市镇，位于该省中北部，属于于塞勒区。

## 地理
普拉迪讷（45°30'24"N, 1°54'33"E）面积19.59 平方千米，位于法国新阿基坦大区科雷兹省，该省份为法国中南部省份，北起上维埃纳省和克勒兹省，西接多爾多涅省，南至洛特省，东临多姆山省和康塔爾省。
与普拉迪讷接壤的市镇（或旧市镇、城区）包括：博讷丰、绍梅伊、古尔东-米拉、格朗赛涅、莱斯塔尔、韦镇。

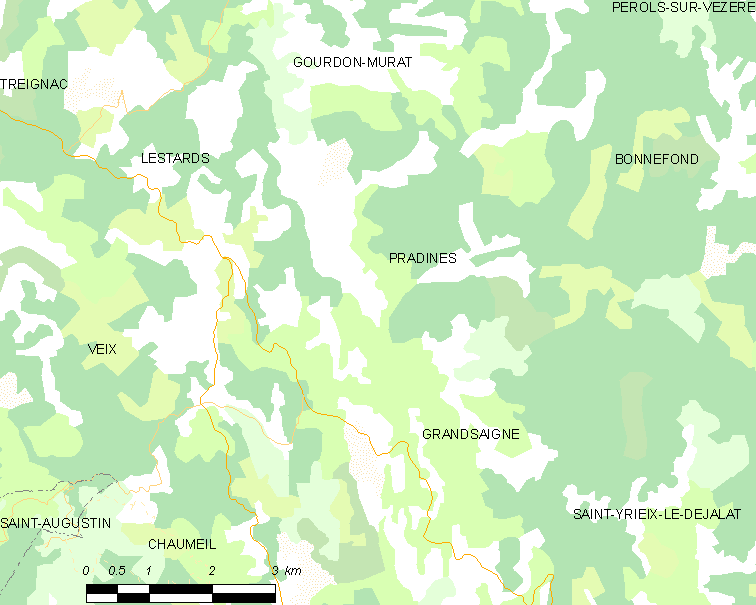
的OSM定位图

普拉迪讷的时区为UTC+01:00、UTC+02:00（夏令时）。

## 行政
普拉迪讷的邮政编码为19170，INSEE市镇编码为19168。

## 政治
普拉迪讷所属的省级选区为米勒瓦什高原县。

## 人口

1962-2008年间人口变化图示

普拉迪讷于2022年1月1日时的人口数量为86人。